# Präsidentschafts- und Parlamentswahl in Bolivien 2025
Die Präsidentschafts- und Parlamentswahl in Bolivien 2025 fand am 17. August statt. Gewählt wurden der Präsident, die 130 Mitglieder der Abgeordnetenkammer und die 36 Mitglieder des Senats.
Da keiner der acht Präsidentschaftskandidaten die absolute Mehrheit erreichte, kommt es am 19. Oktober 2025 zwischen den konservativen Kandidaten Rodrigo Paz Pereira (rund 33 Prozent) und Jorge Quiroga Ramírez (rund 26 Prozent) zur ersten Stichwahl der bolivianischen Geschichte. Der Unternehmer Samuel Doria Medina, der für ein Mitte-Rechts-Bündnis antrat und in Umfragen lange geführt hatte, kam auf Platz drei. Eduardo del Castillo von der linken MAS-Partei des amtierenden Präsidenten Luis Arce und seines Vorgängers Evo Morales kam auf etwa 3 Prozent.

## Präsidentschaftskandidaten
| Kandidaten      | Kandidaten      | Kandidaten            | Kandidaten                  | Parteien |
| Präsidentschaft | Präsidentschaft | Präsidentschaft       | Vizepräsidentschaft         | Parteien |
| --------------- | --------------- | --------------------- | --------------------------- | --- |
|                 |                 | Samuel Doria Medina   | José Luis Lupo              | Bloque de Unidad - Unidad Nacional - Creemos                                                                                             |
|                 |                 | Jorge Quiroga Ramírez | Juan Pablo Velasco          | Alianza Libre - Frente Revolucionario de Izquierda - Movimiento Demócrata Social                                                         |
|                 |                 | Manfred Reyes Villa   | Juan Carlos Medrano         | Autonomía Para Bolivia – Súmate |
|                 |                 | Andrónico Rodríguez   | Mariana Prado               | Alianza Popular - Movimiento Tercer Sistema - Partido Socialista Revolucionario - Movimiento Autonomista por el Trabajo y la Estabilidad |
|                 |                 | Rodrigo Paz Pereira   | Edmand Lara                 | Partido Demócrata Cristiano |
|                 |                 | Jhonny Fernández      | Leopoldo Chui               | Fuerza del Pueblo - Unidad Cívica Solidaridad - Movimiento de Organizaciones Populares                                                   |
|                 |                 | Eduardo Del Castillo  | Milán Berna                 | Movimiento al Socialismo |
|                 |                 | Pavel Aracena         | Víctor Hugo Núñez del Prado | Alianza Libertad y Progreso - Acción Democrática Nacionalista - Pando Somos Todos                                                        |

- Eva Copa (Movimiento de Renovación Nacional) und Fidel Tapia (Nueva Generación Patriótica) zogen ihre Kandidatur zurück (siehe Stimmzettel).[3]

Dem früheren Präsidenten Evo Morales, gegen den ein Haftbefehl vorliegt, hatte das Verfassungsgericht in Bolivien Ende 2023 die Kandidatur bei der Präsidentenwahl verboten. Damit hob das Gericht eine Entscheidung aus dem Jahr 2017 auf, die unbegrenzte Wiederwahl als „Menschenrecht“ bezeichnet hatte. Morales kritisierte, dass es den Wahlen an „Legitimität“ mangele und hatte deshalb seine Anhänger aufgefordert, aus Protest ungültige Stimmzettel abzugeben.

## Wahlergebnis
| Parteien                               | Parteien                                     | Kandidaten            | Stimmen   | %    | Mandate             | Mandate             |
| Parteien                               | Parteien                                     | Kandidaten            | Stimmen   | %    | Cámara de Diputados | Cámara de Senadores |
| -------------------------------------- | -------------------------------------------- | --------------------- | --------- | ---- | ------------------- | ------------------- |
|                                        | Partido Demócrata Cristiano                  | Rodrigo Paz Pereira   | 1.625.882 | 32,2 | –                   | –                   |
|                                        | Alianza Libre (FRI – MDS)                    | Jorge Quiroga Ramírez | 1.356.370 | 26,8 | –                   | –                   |
|                                        | Bloque de Unidad (UN – Creemos)              | Samuel Doria Medina   | 1.004.846 | 19,9 | –                   | –                   |
|                                        | Alianza Popular (MTS – Sonstige)             | Andrónico Rodríguez   | 415.611   | 8,2  | –                   | –                   |
|                                        | Autonomía Para Bolivia – Súmate              | Manfred Reyes Villa   | 335.126   | 6,6  | –                   | –                   |
|                                        | Movimiento al Socialismo                     | Eduardo Del Castillo  | 159.769   | 3,2  | –                   | –                   |
|                                        | Fuerza del Pueblo (UCS – Sonstige)           | Jhonny Fernández      | 82.170    | 1,6  | –                   | –                   |
|                                        | Alianza Libertad y Progreso (ADN – Sonstige) | Pavel Aracena         | 73.550    | 1,5  | –                   | –                   |
| Gesamt                                 | Gesamt                                       | Gesamt                | 5.053.324 | 100  | 130                 | 36                  |
|                                        |                                              |                       |           |      |                     |                     |
| Ungültige Stimmen                      | Ungültige Stimmen                            | Ungültige Stimmen     | 1.410.719 | 21,8 |                     |                     |
| Wähler                                 | Wähler                                       | Wähler                | 6.464.043 | 85,4 |                     |                     |
| Wahlberechtigte                        | Wahlberechtigte                              | Wahlberechtigte       | 7.567.207 |      |                     |                     |
|                                        |                                              |                       |           |      |                     |                     |
| Quelle: Órgano Electoral Plurinacional |                                              |                       |           |      |                     |                     |